# یاشیلی
یاشیلی (انگلیسی: Yashili) شرکت صنایع غذایی چینی است، که در سال ۱۹۸۲ تأسیس شد.